# Sjösa gruvor
Sjösa gruvor är  ett gruvområde väster om Sjösa med järnmalm. Området omfattar minst 22 gruvhål i varierande storlek mellan två och 45 meters diameter och mellan 0,8 och tolv meters djup.
Gruvfältet är indelat i fyra utmål: Österdanska, Seipelska (Långgruvan och Källargruvan), De Bescheska (Storgruvan, Dalgruvan, Stallgruvan), Fähusgruvans utmål (Fähusgruvan).
Under åren 1836–1870 bröts 19 540 ton järnmalm. År 1865 var endast Storgruvan i bruk och den användes åtminstone till 1870.